# Васил Стоилов (учен)
 Тази статия е за инженера.  За художника вижте Васил Стоилов.  
Васил Тодоров Стоилов е български инженер и политик. Деец на Българската комунистическа партия, народен представител (1953 – 1955),  заместник-министър на строителството, ректор на Висшия инженерно-строителен институт, член-кореспондент на БАН (1961). 

## Биография
Роден на 10 март 1903 г. в с. Батак в семейството на Тодор и Мария Стоилови. Братя Петър, Георги и Димитър. Сестри Иванка и Стоянка.
Съпруга Кичка Миткова Стоилова
Син д-р инж. Явор Стоилов Дъщери проф.д-р инж. Маргита Панова. Гергана Стоилова.
1917 г. Завършва прогимназия в родното си село Батак.
1917 – 1921 г. Ученик в Пазарджишката гимназия.
1922 – 1927 г. Студент във Висшето техническо училище в гр. Щутгарт, Германия по специалността строително инженерство.
1967 г. на 63 години завършва жизнения му път.

## Професионално-длъжностна биография
1920 – 1921 г. Учител в родното си село Батак.
1927 – 1935 г. Като дипломиран инженер постъпва на работа във фирмата Карл Кюблер – АД Щутгарт, където работи като статик, конструктор и технически ръководител.
1935 – 1944 г. След завръщането си в България е принуден да работи като частно практикуващ инженер в гр. Пловдив. Поради действието на фашисткия Закон за защита на държавата, който не му позволява да работи в държавни учреждения. Като предприемач и технически ръководител осъществява строежа на пътища, жилищни сгради и др. обекти в Югоизточна България.
1945 – 1948 г. Главен директор на Главна дирекция по възстановяване и изграждане на столицата, разрушена от англо-американските бомбардировки през януари 1944 г.
1948 – 1951 г. Началник сектор „Капитално строителство“ в Държавна планова комисия, а след това заместник председател.
1951 – 1955 г. Завеждащ основаната от него катедра „Организация на строителството“. в Инженерно-строителния институт към Държавната политехника. През 1952 г. е избран за зам. ректор на института.
1955 – 1960 г. Зам. министър в Министерство на строежите. Под негово лично ръководство започва изграждането на курортния комплекс „Слънчев бряг“. За периода 1955 – 1957 г. е постоянен представител на България в ИК при ООН по строителството със седалище в гр. Женева, Швейцария. Извежда българските строители на държавно ниво на чуждестранни строителни обекти в Сирия, Либия, Монголия и др.
1960 – 1967 г. Ректор на Висшия инженерно–строителен институт, и завеждащ катедра „Организация на строителството“.

## Научна дейност
През 1935 г. в Германия успешно защитава научен труд „ Образуване възловите свръзки на дървени прътови греди“ и получава научната степен „ доктор инженер“. Този научен труд е издаден на немски език.
През 1949 г. е избран за професор. Участва в създаването на Държавната политехника.
През 1961 г. е избран за член-кореспондент на БАН и председател на Техническото отделение на БАН.
Проф. Васил Стоилов е всепризнат учен в областта на организация на строителството. Взема участие в редица научни съвети. Постоянно е търсен от проектантските и строителни организации, на които оказва неоценима помощ безвъзмездно. Дългогодишен главен редактор на сп. „Строителство“. Взема дейно участие в изработването на много правителствени документи по планирането, проектирането, организацията и икономиката на строителството. Представлява нашата страна и наука в много международни комитети и организации. Взема участие в проектирането и изграждането на над 100 обекта:промишлени, културни, битови, транспортни, жилищни и др. в Германия и България.

## Обществено-политическа дейност
През 1919 г става член на ученическия комунистически кръжок, а през 1921 г. член на Българската комунистическа партия. През 1921 г. заедно с Коларов и Чаушев създава Партийна организация на БКП в с. Батак, на която е нейният първи партиен секретар.
През 1953 – 1955 г. е депутат в Народното събрание.
Съветник в Софийския градски народен съвет.
През ноември 1962 г. е делегат на VIII конгрес на БКП.

## Правителствени награди
За големите му заслуги в областта на строителството и строителната наука, за научно-изследователската му дейност многократно е награждаван с високи правителствени награди: 1954 г и 1963 г. с почетен знак на СТНС обявен за почетен гражданин на гр. София; 1960 г. с орден „Червено знаме на труда“; 1963 г. с орден „Народна Република България“; 1963 г. с орден „Кирил и Методи“ I степен.